# يوجيف توراي
يوجيف توراي (بالمجرية: Turay József)‏ (مواليد 1 مارس 1905) هو لاعب كرة قدم. يلعب مع منتخب المجر لكرة القدم. سبق له أن لعب في كأس العالم لكرة القدم مع منتخب بلاده.

## روابط خارجية
- يوجيف توراي على موقع الاتحاد الدولي (مؤرشف)  (الإنجليزية)
- يوجيف توراي على موقع قاعدة بيانات كرة القدم.إي يو (الإنجليزية)
- يوجيف توراي على موقع ناشيونال فوتبول تيمز (الإنجليزية)
- يوجيف توراي على موقع عالم كرة القدم.نت (الإنجليزية)